# Żeliszew Podkościelny
Żeliszew Podkościelny – wieś w Polsce położona w województwie mazowieckim, w powiecie siedleckim, w gminie Kotuń. Ma status sołectwa.
Miejscowość jest siedzibą rzymskokatolickiej parafii Świętej Trójcy.
Do 1954 roku istniała gmina Żeliszew. W latach 1975–1998 miejscowość administracyjnie należała do województwa siedleckiego.